# Lago di Rio di Pusteria
Il lago di Rio di Pusteria (Mühlbacher See in tedesco) è un bacino artificiale posto nelle immediate vicinanze del paese di Rio di Pusteria.
La diga che sbarra il percorso naturale del fiume Rienza fu costruita nel 1940 per sopperire ai crescenti bisogni energetici. Il suo progetto fu elaborato parallelamente a quello della diga sull'Isarco che generò il lago di Fortezza. Si venivano così a creare due invasi per convogliare le acque (anche attraverso tunnel sotterranei) verso la centrale idroelettrica della sottostante Bressanone.
Sopra la diga è stato costruito un ponte che è l'unica via d'accesso al paese di Rodengo, e all'omonimo castello.

## Dati tecnici
- Superficie 0,26 km2
- Superficie del bacino imbifero 2008 km2
- Altitudine alla massima regolazione 723 m s.l.m.
- Altitudine al massimo invaso 722 m s.l.m.
- Quota massima del bacino imbifero 3496 m s.l.m.
- Profondità massima 18 m
- Volume 1,77 milioni di metri cubi